# Adolf Weiler
Adolf Weiler (* 27. Dezember 1851 in Winterthur; † 1. Mai 1916 in Zürich) war ein Schweizer Mathematiker.

## Leben und Wirken
Nach dem Schulabschluss in seiner Geburtsstadt Winterthur wurde Weiler 1868 am Eidgenössischen Polytechnikum Zürich (ab 1911 ETH Zürich) immatrikuliert. Einer seiner Professoren war Wilhelm Fiedler, der durch seine Arbeiten zur Geometrie bekannt wurde. Er schloss das Studium 1871 ab, arbeitete anschließend ein Jahr als Privatlehrer, ging danach an die Universität Göttingen und schließlich an die Universität Erlangen, wo er 1873 mit der Schrift Über die verschiedenen Gattungen der Komplexe 2. Grades bei Felix Klein promoviert wurde. Felix Klein kannte er bereits seit seinem Aufenthalt in Göttingen.
Nach seiner Rückkehr in die Schweiz arbeitete er zunächst als Dozent für Mathematik am Ryffel-Institut in Stäfa. Nach seiner Habilitation war er am Züricher Polytechnikum tätig, bis er ab 1891 an der Universität Zürich lehrte. 1899 wurde er dort zum Titularprofessor ernannt. Er lehrte analytische Geometrie, darstellende Geometrie und Kartenprojektion. Er publizierte wissenschaftliche Arbeiten zu Problemen der darstellenden Geometrie, speziell zur Axonometrie sowie zu Kartenprojektionen.

## Schriften (Auswahl)
- Adolf Weiler: Ueber die verschiedenen Gattungen der Complexe zweiten Grades. In: Mathematische Annalen. Band 7, Juni, 1874, S. 145–207, doi:10.1007/BF02104798.
- Adolf Weiler: Neue Behandlung der Parallelprojektionen und der Axonometrie. B. G. Teubner, Leipzig 1889.
- Adolf Weiler: Leitfaden der mathematischen Geographie für den Unterricht an Mittelschulen sowie zum Selbststudium. B. G. Teubner, Leipzig 1881, S. 98.
- Adolf Weiler: Geometrisches über einige Abbildungen der Kugel in der Kartenentwurfslehre. In: Zeitschrift für Mathematik und Physik. Band 49, 1903, S. 169–210.